# Джон Хейтинга
Джон Гийсберт Алан Хейтинга (на нидерландски: John Gijsbert Alan Heitinga) е бивл нидерландски професионален футболист, защитник. Хейтинга е юноша на „Аякс“, като прави дебюта си за първия тим през 2001 г. За целия си престой в тима от Амстердам бранителят записва 152 мача и 17 гола. През лятото на 2008 г. Хейтинга е привлечен от испанския „Атлетико Мадрид“ за сумата от 8,8 милиона паунда. Холандецът записва 27 мача и 3 гола за „дюшекчиите“ през сезон 2009/2009 в Примера дивисион. На 1 септември 2009 г. „Евертън“ купува защитника за около 7,5 милиона евро. Хейтинга прави дебюта си за Холандия на 18 февруари 2004 г. срещу САЩ. Универсален защитник, който може да играе както на десния фланг, така и в центъра на отбраната.